# Carnaval in Maaseik
Het carnaval in Maaseik is een van de oudste carnavals in België en een van de grotere van Belgisch-Limburg. In de stad wordt het Rijnlands carnaval gevierd.

## Geschiedenis
De oudste schriftelijke melding van het carnaval in Maaseik dateert van 20 juni 1575. In een reglement van de plaatselijke schutterij stond dat de leden contributie moesten betalen voor de vastenavond. Tijdens de Franse (1795-1815) en Nederlandse (1815-1830) bezetting werd het carnaval vaak aan banden gelegd. Volgens een reglement uit 1820 mochten de inwoners zich 's avonds niet gemaskerd op straat begeven. Aangezien het 's avonds niet mocht kan men aannemen dat het overdag wel toegestaan was carnaval te vieren. Al zeker vanaf 1865 en mogelijk ook reeds daarvoor wordt er ieder jaar een optocht gehouden met halfvasten, aanvankelijk de Cavalcade, wat later uitgroeide tot de Internationale Maaseiker Halfvastenstoet. De stoet werd ingericht door het Maeseycker Comiteit der cavalcade van Half-Vasten en geldt als de oudste stoet van België. In het begin van de twintigste eeuw werden er treinen en trams ingelegd om het volk vanuit andere steden naar Maaseik te brengen om de stoet mee te maken. Tijdens de Eerste Wereldoorlog werd er geen carnaval gevierd in de stad en dit kwam pas in 1922 terug op gang. Ook tijdens de Tweede Wereldoorlog werd er uiteraard niet gefeest. In 1949 staken enkele vooroorlogse verenigingen de koppen bij elkaar om een nieuwe stoet te organiseren met voor het eerst een, zij het officieuze, prins. Hierna werd besloten om een nieuw carnavalscomité op te richten naar het voorbeeld van het Rijnlandse carnaval zodat in 1950 de eerste officiële prins mee in de stoet ging. In 1952 nam de vereniging de naam De Raod van de Groeëtridders van het Heilig Wammes of kortweg het Heilig Wammes aan. Nog steeds organiseert deze vereniging het carnaval in Maaseik. Twee jaar later werd de eerste carnavalszitting georganiseerd.
Jarenlang werd het straatcarnaval zoals dat nu ook nog in Maastricht is beoefend, maar dit is al jaren niet meer. De belangstelling voor carnaval is zoals overal teruglopende en er wordt enkel nog in de cafés gevierd en ook die lopen terug.

### Het carnavalsseizoen
Voorseizoen 

In tegenstelling tot vrijwel alle andere plaatsen waar carnaval gevierd wordt begint het seizoen niet op 11 november, maar op de eerste zondag naar Allerheiligen. Op die dag wordt in de kapel van het Maaseiker gehucht Siemkensheuvel een mis opgedragen in het Maaseiker dialect ter nagedachtenis van de carnavalsvierders die er niet meer bij zijn. De Nederlandse zanger Sjef Diederen was er vaak te gast om zijn hit Geneet van 't laeve te zingen. Na de mis worden de gasten getrakteerd op koffie en een worstenbroodje. Daarna trekken ze Maaseik in om in de namiddag de cafés af te gaan. Vroeger werd het carnaval op gang getrokken op 10 november met een avondfeest omdat de mensen op 11 november vrij hadden en 11 november zelf werd er niets georganiseerd in de stad. Door teruglopende belangstelling werd rond 2011 beslist om dit feest af te schaffen en op 11 november, zoals het hoort, carnaval af te trappen overdag vanaf 11u11. Na enkele jaren op het historische marktplein wordt de opening sinds 2015 gehouden op het Kolonel Aertsplein. De oud-prinsen organiseren de eerste of tweede zondag na 11 november sinds een aantal jaren een vastelaovesmatinee op zondagmiddag.
In 2003 werd ter ere van het 5x11 bestaan een nieuwigheid georganiseerd: Zèngentaere. Er werd een boek uitgegeven met daarin de teksten en melodieën van bekende Maaseiker en Limburgse liedjes die vroeger gezongen werden. Velen zijn carnavalsgerelateerd maar niet alles is carnavalesk. Drie keer op donderdagavond werd steevast in een andere Maaseikse café een oefenavond gehouden zodat iedereen de liedjes kende voor de grote finale op een zaterdagavond in december in een zaal waar ook een grote Limburgse artiest kwam optreden, Beppie Kraft. Het concept viel zo goed in de smaak dat besloten werd om dit ieder jaar te organiseren. In 2008 werd een tweede boek uitgegeven met aanvullingen en andere liedjes die het eerste boek niet haalden. Een paar jaar later werd er gesnoeid in het aantal zèngentaeres en in 2014 werd het zelfs helemaal afgevoerd. Na één jaar onderbreking werd het terug ingevoerd, maar wel nog slechts één keer en enkel op donderdagavond. Desalniettemin zijn deze zangavonden een uniek gegeven in Limburg. De finale van Zèngentaere werd in 2014 vervangen door iets nieuws, het Gala van de buut, waarbij buutereedners de gasten vermaken met hun sketches. Tijdens de advent ligt het carnaval in Maaseik stil tot na Nieuwjaar.
Carnaval 

Na het uitroepen van de prins en de dag erna de jeugdprins half januari volgt er één week voor de carnaval het prinsenbal. De week erna begint het carnaval 's vrijdags al in Maaseik met het carnavalskonzaer, een concert waarin klassieke muziek en carnaval met elkaar verweven worden.

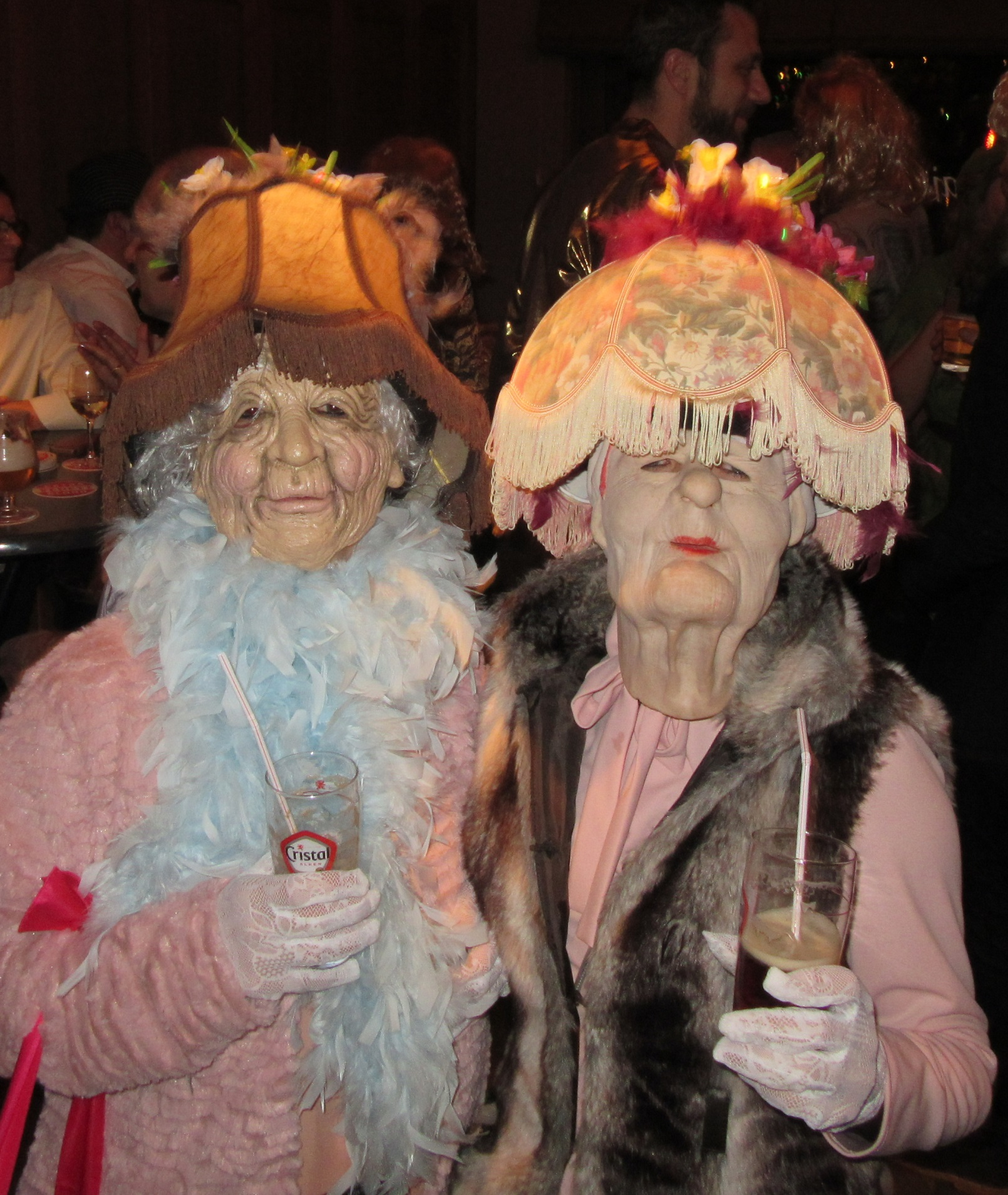
Oud Wijf in Maaseik.

De echte carnaval wordt op gang getrapt met het oudwijvenbal. Vanaf 20u11 verzamelen oude wijven zich op het stadhuis in Maaseik. De mensen zijn als oud wijf verkleed en dragen een masker (mombakkes) of zijn oud geschminkt. Er worden elk jaar heuse thema's bedacht om als groep hiernaar toe te gaan. Nadat de oude wijven een dik uur lang door de stad getrakteerd worden en intussen de sleutel van het stadhuis aan de prins overhandigd wordt verspreiden de carnavalisten zich hierna over de Maaseiker cafés. Vaak wordt er nog een verkiezing voor Miss Oud Wijf gehouden. Op zondag is een rustige dag in Maaseik met enkel een kinder- en tienerbal.
Op carnavalsmaandag beginnen carnavalisten 's middags verkleed in wat ze willen aan hun toch door de Maaseiker cafés. Sinds 1981 vindt op dinsdag in Maaseik een speciale stoet plaats, de kloonjestoet, een stoet waarin uitsluitend clowns deelnemen. Normaliter verkleden ook mensen die niet aan de stoet deelnemen en zich toch willen verkleden zich als clown die dag. Op aswoensdag is het de hele dag afsluitend vieren, dit wordt haring happen of hieëring bieëten genoemd. De cafébazen trakteren hun klanten op een haring en een stuk zwart brood.
De stoet 

Na de carnaval ligt het leven enkele weken stil tot aan de halfvasten wanneer een van de grootste en oudste stoeten door de straten van Maaseik trekt. Voor een aantal mensen is het echter niet stil. De bewoners van de wijk waar de prins woont. In tegenstelling tot vele stoeten, waar ieder jaar dezelfde prinsenwagen gebruikt wordt, maken ze in Maaseik ieder jaar een nieuwe prinsenwagen. Het is niet verplicht maar gebruikelijk dat de wagen uit zijdepapier gemaakt wordt, in de volksmond roosjes genaamd. Wekenlang wordt iedere dag hard gewerkt om weer een verbluffend resultaat te krijgen. In de dagen voor de halfvastenstoet worden de wagens voor de prins en jeugdprins dan ook officieel overhandigd met een kleine receptie of soms al heus feest bij.
De stoet wordt Internationale Maaseiker Halfvastenstoet genoemd omdat wagens uit heel Belgisch- en Nederlands Limburg meedoen, maar ook uit de Duitse deelstaat Noordrijn-Westfalen. De stoet is een hoogdag voor de Maaseikenaren en een economische topper voor de horeca. Na de stoet is het seizoen gedaan.